# I klemme
"I klemme" er den elvte episode af den danske tv-serie Matador. Den blev skrevet af seriens skaber Lise Nørgaard, og den instrueret af Erik Balling. 
Afsnittet foregår i 1936.

## Handling
Agnes og Lauritz Jensen får sønnen Aksel. Herbert Schmidt flytter fra deres alt for lille lejlighed til Katrine og Oluf Larsen på deres gård.
Familien Varnæs spiller Matador med Elisabeth Friis, doktor Hansen og Oberst Hachel.
Ulla Jacobsen fortæller Hans Christian Varnæs at hun er gravid, og hun får foretaget en illegal abort.
Den gamle borgmester dør og bliver begravet. Efter begravelsen forsøger Viggo Skjold Hansen at få skovlen under Mads Skjern ved at presse byrådssekretær Lund til at fortælle, hvad der er sket med notatet om grunden, hvor Skjern's Magasin har fået opført en konfektionsfabrik. Skjern har dog en klemme på Lund, så han fortæller intet. Det ender med at han stikker af med kommunekassen og sin hemmelige elskerinde.
Vicki vender tilbage til Korsbæk som skuespiller i et omrejsende teater. Hun forelsker sig i Herbert Schmidt og beslutter sig at blive i byen. Hun bliver også genforenet med sin far, Oberst Hachel.